# Harrison Ice Ridge
Harrison Ice Ridge ist ein Rücken aus Presseis an der Shirase-Küste des westantarktischen Marie-Byrd-Lands. Er liegt zwischen dem Echelmeyer-Eisstrom und dem MacAyeal-Eisstrom. 
Das Advisory Committee on Antarctic Names benannte dieses Objekt 2003 nach dem US-amerikanischen Geophysiker William D. Harrison (* 1936) von der University of Alaska Fairbanks, der im Rahmen des United States Antarctic Program von 1992 bis 1993 sowie von 1993 bis 1994 Studien am Whillans-Eisstrom und von 2001 bis 2002 am Siple Dome betrieb.